# Lettische Unihockeynationalmannschaft

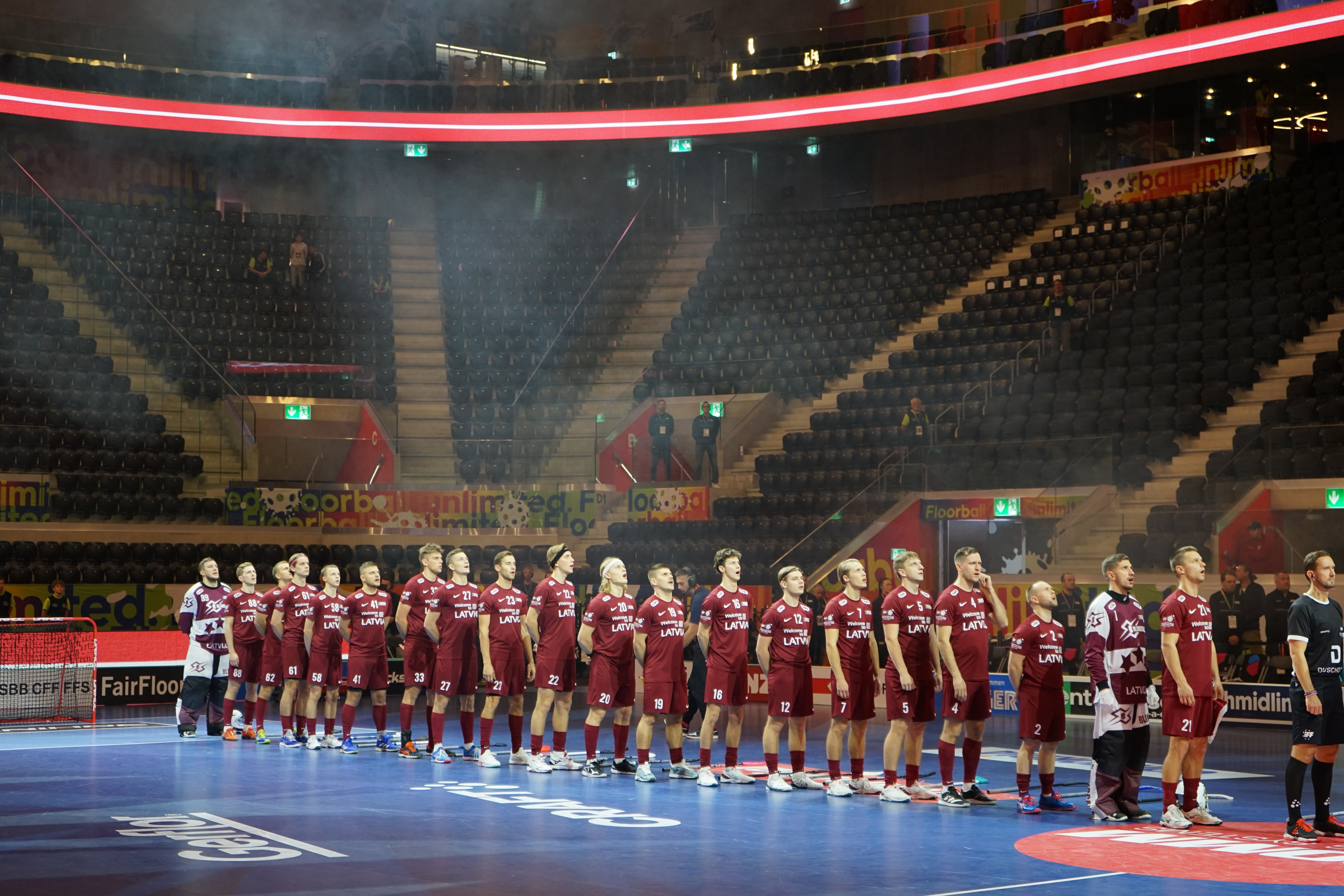
Das Nationalteam an der Weltmeisterschaft 2022 in der Schweiz

Die lettische Unihockeynationalmannschaft präsentiert Lettland bei Länderspielen und internationalen Turnieren in der Sportart Unihockey (auch bekannt als Floorball).
Das beste Resultat Lettlands bei einer Weltmeisterschaft ist der vierte Platz, den 2024 im schwedischen Malmö erreichen konnte, nachdem man die Schweiz im Viertelfinale mit 4:3 in der Overtime schlagen konnte. Seit Deutschland in 2012 war man damit die erste nicht "Top 4"-Nation, die das Halbfinale erreichen konnte.

## Weltmeisterschaften

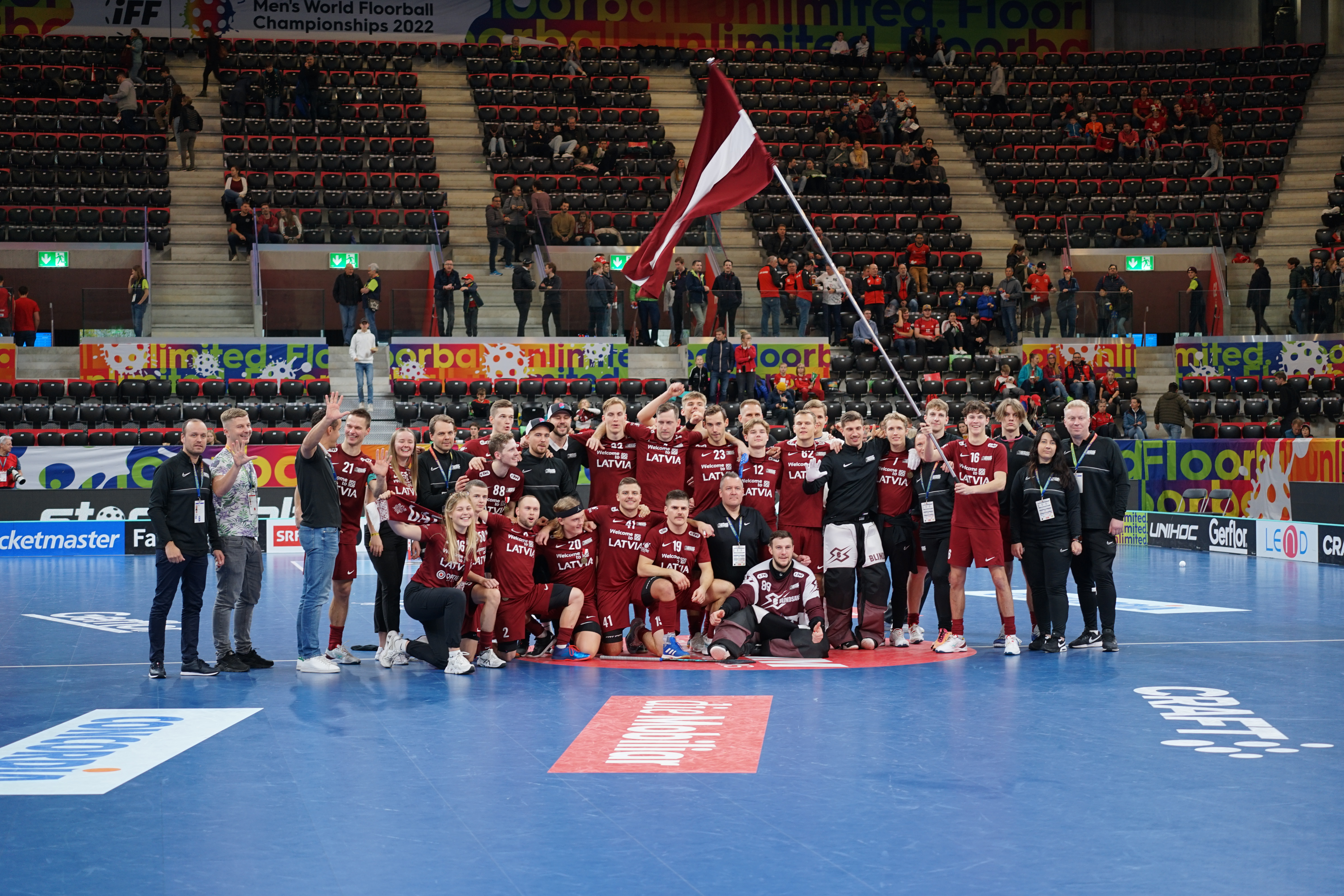
Das Team feiert den fünften Rang an der Weltmeisterschaft 2022 in Zürich

| WM   | Austragungsort(e)                              | Platz                     |
| ---- | ---------------------------------------------- | ------------------------- |
| 1996 | Skellefteå, Uppsala, Stockholm                 | 09. Platz                 |
| 1998 | Brünn, Prag                                    | 09. Platz (1. Platz B-WM) |
| 2000 | Drammen, Oslo, Sarpsborg                       | 07. Platz                 |
| 2002 | Helsinki                                       | 07. Platz                 |
| 2004 | Zürich, Kloten                                 | 06. Platz                 |
| 2006 | Helsingborg, Malmö, Botkyrka, Solna, Stockholm | 05. Platz                 |
| 2008 | Ostrava, Prag                                  | 05. Platz                 |
| 2010 | Helsinki, Vantaa                               | 05. Platz                 |
| 2012 | Zürich, Bern                                   | 06. Platz                 |
| 2014 | Göteborg                                       | 12. Platz                 |
| 2016 | Riga                                           | 10. Platz                 |
| 2018 | Prag                                           | 05. Platz                 |
| 2021 | Helsinki                                       | 05. Platz                 |
| 2022 | Zürich, Winterthur                             | 05. Platz                 |
| 2024 | Malmö                                          | 04. Platz                 |

## Europameisterschaften
1994 und 1995 fanden zwei Europameisterschaften im Unihockey statt.
| WM   | Austragungsort(e) | Platz           |
| ---- | ----------------- | --------------- |
| 1994 | Helsinki          | keine Teilnahme |
| 1995 | Schweiz           | 7. Platz        |

## Bekannte Spieler
- Atis Blinds
- Guntis Bunzenieks, Torhüter
- Janis Jansons